# Modern Times (밥 딜런의 음반)
| 전문가 평가                | 전문가 평가 |
| 총 점수                    | 총 점수     |
| 출처                       | 점수        |
| -------------------------- | ----------- |
| 메타크리틱                 | 89/100      |
| 평가 점수                  |             |
| 출처                       | 점수        |
| AllMusic                   | [ 2 ]       |
| The A.V. Club              | A           |
| Entertainment Weekly       | A           |
| The Guardian               | [ 5 ]       |
| Mojo                       | [ 6 ]       |
| MSN Music (Consumer Guide) | A+          |
| Pitchfork                  | 8.3/10      |
| Q                          | [ 9 ]       |
| Rolling Stone              | [ 10 ]      |
| Uncut                      | [ 11 ]      |

《Modern Times》는 미국의 싱어송라이터 밥 딜런의 서른두 번째 스튜디오 음반으로, 컬럼비아 레코드가 2006년 8월 29일에 발매했다. 이 음반은 딜런의 일련의 음반 중 세 번째 작품(《Time Out of Mind》, 《Love and Theft》에 이은)으로 평론가들로부터 폭넓은 찬사를 받았다. 블루스, 로커빌리, 록 발라드 등을 지향하는 선후배들의 성향을 이어갔고 딜런이 "잭 프로스트"라는 가명으로 자체 프로듀싱을 했다. 찬사에도 불구하고, 이 음반은 19세기 시인 헨리 팀로드의 작품에서 따온 많은 서정적인 대사뿐만 아니라, 구곡의 합창과 편곡의 승인 없이 사용했다는 것에 대해 약간의 논쟁을 불러일으켰다.
《Modern Times》는 1976년 《Desire》 이후 이 싱어송라이터의 첫 미국 1위 음반이 되었다. 또한 빌보드 200 정상에서 데뷔한 첫 음반으로, 첫 주에 19만 1,933장이 팔렸다. 딜런은 65세의 나이로 당시 빌보드 200 차트 1위에 진입한 가장 나이가 많은 사람이 되었다. 캐나다, 호주, 뉴질랜드, 아일랜드, 덴마크, 노르웨이, 스위스에서도 1위에 올랐고 독일, 오스트리아, 스웨덴에서도 2위에 데뷔했다. 이 음반은 영국과 네덜란드에서 각각 3위에 올랐고 전 세계적으로 400만 장 이상이 팔렸다. 스튜디오의 두 전임자와 마찬가지로, 이 음반의 포장은 최소한의 크레딧과 가사 시트가 없는 것이 특징이다. 《롤링 스톤》의 2012년 판 "역사상 가장 위대한 음반 500장" 목록에서는 《Modern Times》가 204위에 올랐다.

## 밴드 및 제작
이 음반은 베이시스트 토니 가르니에, 드러머 조지 지 레즐리, 기타리스트 스튜 킴볼과 데니 프리먼, 그리고 다기관파 도니 허런 등 딜런의 투어 밴드로 녹음되었다. 딜런은 "잭 프로스트"라는 이름으로 음반을 제작했다.
1997년 《Time Out of Mind》로 시작한 컨셉트 3부작 중 세 번째로 발매되었지만 딜런 자신은 이 개념을 부인했다. 《롤링 스톤》과의 인터뷰에서 그는 "3부작이 생긴다면 《Love and Theft》을 3부작의 시작이라고 더 생각할 것"이라고 말했다.

## 기대
딜런의 역사적 위상은 물론 《Time Out of Mind》, 《Love and Theft》에 이어 다시 한번 비평가들의 호평을 받은 것은 《Modern Times》를 매우 기대되는 발매로 만드는 데 도움이 되었다. 2001년 《Love and Theft》과 마찬가지로 소니는 비평가들을 위해 사전에 청취행사를 열었지만 초청된 사람들은 정식 발매 전 들은 내용에 대한 자세한 내용이나 의견을 공개할 수 없었다.
《Modern Times》는 소니 공식 홈페이지에 30초 분량의 사운드 클립이 공개된 후 2006년 8월 21일 각종 비트토렌트와 딜런 팬사이트를 통해 온라인에 유출됐다. 이 음반은 8월 25일, 8월 28일 영국 일부 유럽 국가(독일과 아일랜드 포함), 8월 28일 미국에서 딜런의 《테마 타임 라디오 아워》 프로그램을 탑재한 위성 라디오 서비스인 XM 위성 라디오를 통해 초연됐다.

## 커버 아트 및 버전
곡의 길이 때문에 음반 전체가 두 장의 LP까지 뻗어나갔다.
이 음반의 커버 사진은 테드 크로너의 1947년 사진 《Taxi, New York at Night》이다. 이 이미지는 1995년 싱글 〈Hedgehog/23 Minutes in Brussels〉에서 밴드 루나에 의해 커버로 사용되었다.
이 음반은 스탠더드 에디션과 리미티드 에디션으로 발매되었으며, 4개의 딜런 뮤직 비디오의 보너스 DVD를 포함한 스페셜 에디션으로 발매되었다. DVD에는 〈Blood in My Eyes〉(홍보용 비디오), 〈Love Sick〉 (1998년 그래미 어워드), 〈Things Have Changed〉 (홍보용 비디오), 〈Cold Irons Bound〉 (《가장과 익명》 비디오) 등이 담겨 있다.

## 곡 목록
모든 곡들은 밥 딜런에 의해 작사/작곡하였다.
| #   | 제목                        | 재생 시간 |
| --- | --------------------------- | --------- |
| 1.  | 〈Thunder on the Mountain〉 | 5:55      |
| 2.  | 〈Spirit on the Water〉     | 7:41      |
| 3.  | 〈Rollin' and Tumblin'〉    | 6:02      |
| 4.  | 〈When the Deal Goes Down〉 | 5:04      |
| 5.  | 〈Someday Baby〉            | 5:21      |
| 6.  | 〈Workingman's Blues #2〉   | 6:07      |
| 7.  | 〈Beyond the Horizon〉      | 5:36      |
| 8.  | 〈Nettie Moore〉            | 6:53      |
| 9.  | 〈The Levee's Gonna Break〉 | 5:43      |
| 10. | 〈Ain't Talkin'〉           | 8:48      |

## 인증
| 국가                                                            | 인증     | 판매량/출하량 |
| --------------------------------------------------------------- | -------- | ------------- |
| 오스트레일리아 (ARIA)                                           | 플래티넘 | 70,000^       |
| 캐나다 (뮤직 캐나다)                                            | 플래티넘 | 100,000^      |
| 덴마크 (IFPI Danmark)                                           | 골드     | 20,000^       |
| 독일 (BVMI)                                                     | 골드     | 100,000       |
| 아일랜드 (IRMA)                                                 | 플래티넘 | 15,000^       |
| 뉴질랜드 (RMNZ)                                                 | 골드     | 7,500^        |
| 스위스 (IFPI 스위스)                                            | 골드     | 15,000^       |
| 영국 (BPI)                                                      | 플래티넘 | 300,000^      |
| 미국 (RIAA)                                                     | 플래티넘 | 1,010,000     |
| ^출하량을 기반으로 한 인증 · 판매량+스트리밍을 기반으로 한 인증 |          |               |